# Jan Málek
Jan Málek (* 18. Mai 1938 in Prag) ist ein tschechischer Komponist.

## Leben
Málek studierte am Prager Konservatorium – ab 1956 in der Abteilung für Volksinstrumente des Folkloristen Albert Pek, von 1958 bis 1961 Komposition bei Miloslav Kabeláč. Ab 1963 war er Musikdirektor, ab 1965 Musikdramaturg beim Rundfunk in Pilsen und ab Ende der 1960er Jahre außerdem Mitarbeiter des dortigen elektroakustischen Labors. 1976 wurde er musikalischer Leiter beim Tschechoslowakischen Rundfunk in Prag.
In den Kompositionen Máleks wurden nach experimentellen Anfängen auf dem Gebiet der Neuen Musik zunehmend Einflüsse der Folklore und der Alten Musik deutlich. Neben kammermusikalischen Werken komponierte er u. a. drei Sinfonien, ein Klavierkonzert und ein Konzert für Dudelsack sowie Vokalwerke, darunter das große Requiem super L'homme armé (1998).